# پلاستیک (فیلم ۲۰۱۱)
«پلاستیک» (انگلیسی: Plastic (2011 film)) فیلمی در ژانر ترسناک است که در سال ۲۰۱۱ منتشر شد.